# Gloeosoma sibiricum
Gloeosoma sibiricum là một loài bọ cánh cứng trong họ Corylophidae. Loài này được Reitter miêu tả khoa học đầu tiên năm 1891.